# Lucjusz Witeliusz (syn)
Lucjusz Witeliusz (zm. 21 grudnia 69 w Rzymie) - dostojnik rzymski, brat cesarza Aulusa Witeliusza, konsul w 48 roku (przez 6 miesięcy), później prokonsul Afryki.
Był synem Lucjusza Witeliusza (ojca) i Sekstylii.
Został zabity wraz z bratem i jego synem.